# Matelea pentactina
Matelea pentactina är en oleanderväxtart som beskrevs av Krings. Matelea pentactina ingår i släktet Matelea och familjen oleanderväxter. Inga underarter finns listade i Catalogue of Life.